# Lagarolampis versicolor
Lagarolampis versicolor är en insektsart som beskrevs av Marius Descamps 1978. Lagarolampis versicolor ingår i släktet Lagarolampis och familjen Romaleidae. Inga underarter finns listade i Catalogue of Life.